# Filinia passa
Filinia passa är en hjuldjursart som först beskrevs av Müller 1786.  Filinia passa ingår i släktet Filinia och familjen Trochosphaeridae. Inga underarter finns listade i Catalogue of Life.